# Diocesi di Celiana
La diocesi di Celiana (in latino: Dioecesis Coelianensis) è una sede soppressa e sede titolare della Chiesa cattolica.

## Storia
Celiana, identificabile con Aïn Tine (Belfort in epoca coloniale) nell'odierna Algeria, è un'antica sede episcopale della provincia romana di Numidia.
Unico vescovo conosciuto di questa diocesi africana è Quodvultdeus, il cui nome appare al 49º posto nella lista dei vescovi della Numidia convocati a Cartagine dal re vandalo Unerico nel 484; il nome di Quodvultdeus è seguito, nella lista, dalla parola nam, il cui significato è discusso: potrebbe essere una deformazione per noc, abbreviazione di non occurrit, cioè non prese parte alla riunione voluta da Unerico; oppure potrebbe essere un'abbreviazione per nunc ad metalla, cioè, in occasione della redazione della lista, era condannato ai lavori forzati nelle miniere.
Dal 1933 Celiana è annoverata tra le sedi vescovili titolari della Chiesa cattolica; dal 2 maggio 2012 il vescovo titolare è Paul Robert Sanchez, già vescovo ausiliare di Brooklyn.

## Cronotassi

### Vescovi residenti
- Quodvultdeus † (menzionato nel 484)

### Vescovi titolari
- Francesco Costantino Mazzieri, O.F.M.Conv. † (13 gennaio 1949 - 25 aprile 1959 nominato vescovo di Ndola)
- Frans Janssen, C.M. † (21 maggio 1959 - 18 dicembre 1987 deceduto)
- Juan Abelardo Mata Guevara, S.D.B. (13 febbraio 1988 - 6 marzo 1990 nominato vescovo di Estelí)
- Herberto Celso Angelo † (31 ottobre 1990 - 18 gennaio 1993 deceduto)
- Francesco Coccopalmerio (8 aprile 1993 - 18 febbraio 2012 nominato cardinale diacono di San Giuseppe dei Falegnami)
- Paul Robert Sanchez, dal 2 maggio 2012